# Júlio Duarte Langa
Júlio Duarte Langa (Mangunze, 27 ottobre 1927) è un cardinale e vescovo cattolico mozambicano, dal 12 luglio 2004 vescovo emerito di Xai-Xai.

## Biografia
Júlio Duarte Langa è nato il 27 ottobre 1927 a Mangunze, attuale distretto e diocesi di Xai-Xai, nella parte meridionale della Repubblica del Mozambico, allora chiamata Africa Orientale Portoghese.
Ha ricevuto l'ordinazione sacerdotale il 9 giugno 1957, presso la Cattedrale dell'Immacolata Concezione a Lourenço Marques (oggi Maputo), per imposizione delle mani del cardinale Teodósio Clemente de Gouveia, arcivescovo metropolita di Lourenço Marques.

### Ministero episcopale
Il 31 maggio 1976 papa Paolo VI lo ha nominato, quarantottenne, 2º vescovo di João Belo; è succeduto a Félix Niza Ribeiro, contestualmente dimissionario per motivi di salute all'età di soli cinquantanove anni. Il 1º ottobre dello stesso anno, a seguito del cambio di nome della città, la diocesi ha assunto il nome di Xai-Xai. Ha ricevuto la consacrazione episcopale il 24 ottobre seguente, presso la Chiesa di San Bento a Mangunze, per imposizione delle mani di Alexandre José Maria dos Santos, O.F.M., arcivescovo metropolita di Maputo e futuro cardinale, assistito dai co-consacranti Francesco Colasuonno, arcivescovo titolare di Tronto e delegato apostolico in Mozambico nonché futuro cardinale, e Januário Machaze Nhangumbe, vescovo di Pemba. Ha preso possesso della diocesi durante una cerimonia successiva svoltasi presso la Cattedrale di San Giovanni Battista a Xai-Xai. Come suo motto episcopale il neo vescovo Langa ha scelto In finem dilexit eos, che tradotto vuol dire "Avendo amato i suoi".
Il 12 luglio 2004 papa Giovanni Paolo II ha accettato la sua rinuncia dal governo pastorale della diocesi di Xai-Xai per raggiunti limiti d'età, ai sensi del can. 401 § 1 del Codice di diritto canonico, divenendone vescovo emerito all'età di settantasei anni; gli è succeduto il quarantaquattrenne Lucio Andrice Muandula, fino ad allora parroco della Cattedrale di Maputo e professore al Seminario teologico interdiocesano "San Pio X".

### Cardinalato
Il 4 gennaio 2015, al termine dell'Angelus domenicale, papa Francesco ha annunciato la sua creazione a cardinale nel concistoro del 14 febbraio seguente; è il secondo mozambicano a ricevere la porpora cardinalizia dopo Alexandre José Maria dos Santos, che lo aveva già ordinato vescovo; avendo già ottantasette anni al momento dell'annuncio, non ha il diritto di entrare in conclave e di essere membro dei dicasteri della Curia romana, in conformità all'art. II § 1-2 del motu proprio Ingravescentem Aetatem, pubblicato da papa Paolo VI il 21 novembre 1970. Durante la cerimonia, svoltasi alle ore 11:00 presso la Basilica di San Pietro in Vaticano, gli sono stati conferiti la berretta, l'anello ed il titolo cardinalizio di San Gabriele dell'Addolorata, istituito nello stesso concistoro. 
Il 9 maggio seguente si è recato, assieme ai membri dell'episcopato mozambicano, in visita ad limina apostolorum in Vaticano. Il giorno dopo, 10 maggio, ha preso possesso della sua chiesa titolare durante una cerimonia svoltasi alle ore 11:00.

## Genealogia episcopale
La genealogia episcopale è:
- Cardinale Scipione Rebiba
- Cardinale Giulio Antonio Santori
- Cardinale Girolamo Bernerio, O.P.
- Arcivescovo Galeazzo Sanvitale
- Cardinale Ludovico Ludovisi
- Cardinale Luigi Caetani
- Cardinale Ulderico Carpegna
- Cardinale Paluzzo Paluzzi Altieri degli Albertoni
- Papa Benedetto XIII
- Papa Benedetto XIV
- Papa Clemente XIII
- Cardinale Bernardino Giraud
- Cardinale Alessandro Mattei
- Cardinale Pietro Francesco Galleffi
- Cardinale Giacomo Filippo Fransoni
- Cardinale Carlo Sacconi
- Cardinale Edward Henry Howard
- Cardinale Mariano Rampolla del Tindaro
- Cardinale Rafael Merry del Val
- Arcivescovo Duarte Leopoldo e Silva
- Arcivescovo Paulo de Tarso Campos
- Cardinale Agnelo Rossi
- Cardinale Alexandre José Maria dos Santos, O.F.M.
- Cardinale Júlio Duarte Langa